# Machairodus
Machairodus är ett utdött släkte i familjen kattdjur. De fanns i Europa, Asien, Afrika och Nordamerika från uppskattningsvis 13 miljoner år sedan tills för 2 miljoner år sedan. Arter av Machairodus visade stor variation i storlek såväl som i dess proportioner, med den största omkring ett lejons storlek.

## Kännetecken

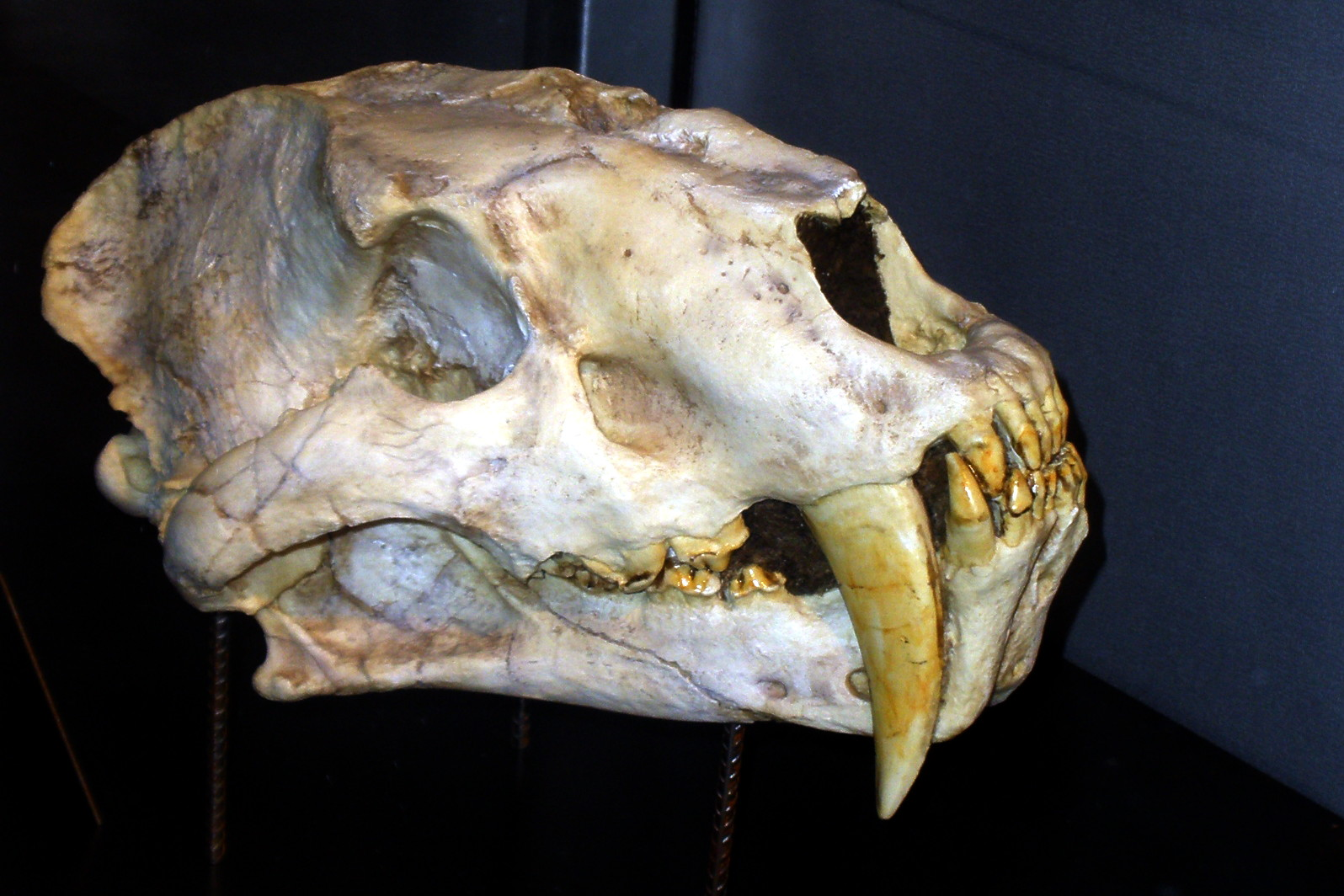
Skalle av Machairodus giganteus

Alla arter i släktet hade räfflade hörntänder men fårorna sönderslets vanligen under individens liv. Angående längden var hörntänderna kortare än hos nära besläktade kattdjur som Smilodon men längre än hos dagens kattdjur. Vissa arter nådde en vikt upp till 220 kg. Marchairodus aphanistus hade till exempel en mankhöjd på en meter och Machairodus coloradensis på 1,2 meter.

## Systematik och evolution
Marchairodus uppkom troligen för 15 till 13 miljoner år sedan. Det antas att en sidogren av släktet utvecklade sig till Homotherium som uppkom under pliocen för 5 miljoner år sedan. Ett flertal arter blev beskrivna inom släktet Marchairodus men det är oklart om alla fick rätt status. Vanligen skiljs mellan två grundformer i släktet. Den första var den primitivare formen Machairodus aphanistus som förekom i stora delar av Eurasien, den levde även i Nordamerika men beskrevs där med synonymen Nimravides catacopsis. Den andra formen var avancerad och fick i Eurasien namnet Machairodus giganteus medan den nordamerikanska motsvarigheten fick namnet Machairodus coloradensis som kan vara en självständig art. Den första formen liknade i utseende dagens kattdjur medan den andra hade förlängda främre extremiteter, den påminde mer om hyenor.